# 東洋学園高等専修学校
東洋学園高等専修学校（とうようがくえん こうとうせんしゅうがっこう）は、大阪府大阪市旭区にある高等課程の専修学校。学校法人東洋学園が運営。

## 概要
ファッションビジネス学科と福祉学科を設置し、それぞれ専門的な技能を学ぶ。
中学校卒業者を受験・入学資格としている。入学と同時に、技能連携校である通信制高等学校・長尾谷高等学校の生徒にもなり、卒業時には東洋学園高等専修学校・長尾谷高等学校の2校の卒業資格を得られる。
かつては女子校であったが、2003年度より男女共学となった。全国から生徒を受け入れており、寮がないため始業時間は他の高校より少し遅めである。共学となったのは姉妹校である近畿情報高等専修学校（一旦男子校となった後に1998年より再実施）より5年遅かった。
バスケットボールとテニスとバレーボールに力を入れており、テニス部とバレーボール部は全国大会出場経験がある。資格取得にも力を入れている。

## 沿革
- 1978年 - 東洋家政高等専修学校として開校。
- 1986年 - 文部省より短大･大学入学資格認定校としての指定を受ける。
- 1992年 - 全校舎に冷暖房の空調設備設置。
- 1993年 - グループ校として長尾谷高等学校設立。長尾谷高等学校との技能連携を実施。
- 2003年 - 東洋学園高等専修学校に改称。男女共学化。

## 交通
- 京阪本線 千林駅 西へ約500m、または森小路駅 北へ約500m。
- 地下鉄谷町線 千林大宮駅 東へ約200m。